# Rocas Alijos
Rocas Alijos (o Escollos Alijos) son un grupo de pequeños islotes volcánicos, rocas escarpadas y estériles sobre la superficie del Océano Pacífico (así como debajo del agua). Son parte del estado mexicano de Baja California Sur, municipio de Comondú, están situadas a unos 300 km al oeste de la península. El área total de la superficie es menor a 1000 m².
El Grupo consiste de tres rocas principales y un numeroso grupo de rocas menores. Roca Sur es la más grande del grupo. Tiene 34 m de altura, con un diámetro de sólo 14 m. Aparentemente las rocas fueron conocidas desde la época colonial de México, ya que se las puede encontrar en los mapas desde 1598. La primera descripción data de 1704, por el pirata John Clipperton. Pero hasta 1791 no se hizo la primera descripción exacta por un marino español.
El grupo está localizado en una zona de transición entre dos áreas biológicas mayores. Las rocas son sitios de anidación de muchas aves marinas.
Los otros grupos de islas mexicanas en el océano Pacífico que están fuera de la zona continental son la Isla Guadalupe y las Islas Revillagigedo.
- Datos: Q670647
- Multimedia: Rocas Alijos / Q670647